# Gaetano Scirea
Gaetano Scirea (Cernusco sul Naviglio, 1953. május 25. –  Babsk, Lengyelország, 1989. szeptember 3.) világbajnok olasz labdarúgó, középhátvéd volt.
688 profi mérkőzésén egyszer se állították ki. Visszavonulása után továbbra is a Juventus szolgálatában állt. Scirea dolgozni utazott Lengyelországba: Zoff pályaedzőjeként azt a feladatot kapta, hogy a helyszínen tekintse meg a Juventus következő UEFA-kupás ellenfelét, a Gornik Zabrzét. Szombaton 12 órakor landolt a Scireát szállító repülőgép Varsóban, ahol már várták őt a Gornik Zabrze vezetői. Velük ment ki a 17 órakor kezdődő összecsapásra, majd a találkozó után meghívták vacsorázni. A szállodában töltött éjszakát követően másnap nyolc órakor megreggelizett, és délben beült egy Fiat 125-ös gépjárműbe: az úticél a varsói repülőtér volt. A kocsiban tartózkodott még a 27 esztendős tolmács, Barbara Januszkiewicz, a sofőr Henryk Pajak és Andrzej Idebski, a Gornik Zabrze vezetőségéből. Sietniük kellett, mert Scirea nem akarta lekésni a járatot, amely egy bécsi átszállással Torinóba repítette volna. 12 óra 50 perc: a Fiat két kamion előzésébe kezd Rawa Mazowiecka településnél, ahol elég lassan lehet csak haladni útépítés miatt. A sofőr rosszul méri fel a távolságot és egy szemben érkező Zsuk elől nem tud kitérni: a két autó frontálisan összeütközik, de a baleset ereje önmagában nem végzetes – a Fiat viszont 4 kanna benzint visz magával, amely azonnal lángra kap, a kocsiban ülők pedig (Idebski kivételével, aki még időben ki tudott ugrani az autóból) bennégnek. Semmi esély nem volt a túlélésre. Gaetano Scirea meghalt.
Tiszteletére a Stadio delle Alpi egyik szektorát is elnevezték róla, valamint kisebb ifjúsági tornákat, sportszerűségi díjakat.

## Karrier
1972. szeptember 24-én debütált az olasz élvonalban a Cagliari ellen az Atalanta csapatában. 2 év után továbbállt a Juventushoz ahol visszavonulásáig 14 szezont töltött. Összesen 397 mérkőzésen lépett pályára és ezalatt 25 gólt szerzett. Az 1982-es vb-n nagyban hozzájárult csapata 3. világbajnoki címéhez.
Sikerei:
- 7 bajnoki cím
- 2 kupagyőzelem
- 1 BEK győzelem
- 1 KEK győzelem
- 1 UEFA-kupa győzelem
- 1 európai szuperkupa győzelem
- 1 Interkontinentális kupa győzelem
- 1 világbajnoki cím

## Külső hivatkozások
- www.focitipp.hu A focitipp.hu leírása.

1. ↑  Dizionario Biografico degli Italiani (olasz nyelven), 1960